# Grande Prêmio do Canadá de 1993
Resultados do Grande Prêmio do Canadá de Fórmula 1 realizado em Montreal em 13 de junho de 1993. Sétima etapa da temporada, foi vencido pelo francês Alain Prost, da Williams-Renault.

## Classificação da prova

### Treinos oficiais
| Pos.   | Nº | Piloto               | Construtor              | Tempo Q1 | Tempo Q2 | Diferença |
| ------ | -- | -------------------- | ----------------------- | -------- | -------- | --------- |
| 1      | 2  | Alain Prost          | Williams-Renault        | 1:18.987 | 1:19.135 | —         |
| 2      | 0  | Damon Hill           | Williams-Renault        | 1:19.491 | 1:20.145 | + 0.504   |
| 3      | 5  | Michael Schumacher   | Benetton-Ford           | 1:20.808 | 1:20.945 | + 1.821   |
| 4      | 6  | Riccardo Patrese     | Benetton-Ford           | 1:20.948 | 1:23.268 | + 1.961   |
| 5      | 28 | Gerhard Berger       | Ferrari                 | 1:21.278 | 1:21.513 | + 2.291   |
| 6      | 27 | Jean Alesi           | Ferrari                 | 1:21.414 | 1:21.660 | + 2.427   |
| 7      | 25 | Martin Brundle       | Ligier-Renault          | 1:21.603 | 1:22.026 | + 2.616   |
| 8      | 8  | Ayrton Senna         | McLaren-Ford            | 1:21.706 | 1:21.891 | + 2.719   |
| 9      | 29 | Karl Wendlinger      | Sauber                  | 1:21.936 | 1:21.813 | + 2.826   |
| 10     | 26 | Mark Blundell        | Ligier-Renault          | 1:22.097 | 1:22.622 | + 3.110   |
| 11     | 30 | J. J. Lehto          | Sauber                  | 1:22.198 | 1:22.428 | + 3.211   |
| 12     | 7  | Michael Andretti     | McLaren-Ford            | 1:22.751 | 1:22.229 | + 3.242   |
| 13     | 20 | Erik Comas           | Larrousse-Lamborghini   | 1:22.263 | 1:22.977 | + 3.276   |
| 14     | 14 | Rubens Barrichello   | Jordan-Hart             | 1:23.152 | 1:22.509 | + 3.522   |
| 15     | 19 | Philippe Alliot      | Larrousse-Lamborghini   | 1:22.983 | 1:22.819 | + 3.832   |
| 16     | 10 | Aguri Suzuki         | Footwork-Mugen/Honda    | 1:22.891 | 1:22.999 | + 3.904   |
| 17     | 23 | Christian Fittipaldi | Minardi-Ford            | 1:24.559 | 1:23.119 | + 4.132   |
| 18     | 9  | Derek Warwick        | Footwork-Mugen/Honda    | 1:23.518 | 1:23.185 | + 4.198   |
| 19     | 4  | Andrea de Cesaris    | Tyrrell-Yamaha          | 1:23.268 | 1:23.185 | + 4.198   |
| 20     | 12 | Johnny Herbert       | Lotus-Ford              | 1:23.341 | 1:23.223 | + 4.236   |
| 21     | 11 | Alessandro Zanardi   | Lotus-Ford              | 1:23.240 | 1:25.027 | + 4.253   |
| 22     | 3  | Ukyo Katayama        | Tyrrell-Yamaha          | 1:24.391 | 1:23.824 | + 4.837   |
| 23     | 24 | Fabrizio Barbazza    | Minardi-Ford            | 1:23.946 | 1:24.375 | + 4.959   |
| 24     | 15 | Thierry Boutsen      | Jordan-Hart             | 1:24.632 | 1:23.960 | + 4.973   |
| 25     | 22 | Luca Badoer          | Scuderia Italia-Ferrari | 1:25.212 | 1:24.357 | + 5.370   |
| 26     | 21 | Michele Alboreto     | Scuderia Italia-Ferrari | 1:24.382 | 1:24.391 | + 5.395   |
| Fonte: |    |                      |                         |          |          |           |

### Corrida
| Pos.   | Nº | Piloto               | Construtor              | Voltas | Tempo/Diferença | Grid | Pontos |
| ------ | -- | -------------------- | ----------------------- | ------ | --------------- | ---- | ------ |
| 1      | 2  | Alain Prost          | Williams-Renault        | 69     | 1:36:41.822     | 1    | 10     |
| 2      | 5  | Michael Schumacher   | Benetton-Ford           | 69     | + 14.527        | 3    | 6      |
| 3      | 0  | Damon Hill           | Williams-Renault        | 69     | + 52.685        | 2    | 4      |
| 4      | 28 | Gerhard Berger       | Ferrari                 | 68     | + 1 volta       | 5    | 3      |
| 5      | 25 | Martin Brundle       | Ligier-Renault          | 68     | + 1 volta       | 7    | 2      |
| 6      | 29 | Karl Wendlinger      | Sauber                  | 68     | + 1 volta       | 9    | 1      |
| 7      | 30 | J. J. Lehto          | Sauber                  | 68     | + 1 volta       | 11   |        |
| 8      | 20 | Erik Comas           | Larrousse-Lamborghini   | 68     | + 1 volta       | 13   |        |
| 9      | 23 | Christian Fittipaldi | Minardi-Ford            | 67     | + 2 voltas      | 17   |        |
| 10     | 12 | Johnny Herbert       | Lotus-Ford              | 67     | + 2 voltas      | 20   |        |
| 11     | 11 | Alessandro Zanardi   | Lotus-Ford              | 67     | + 2 voltas      | 21   |        |
| 12     | 15 | Thierry Boutsen      | Jordan-Hart             | 67     | + 2 voltas      | 24   |        |
| 13     | 10 | Aguri Suzuki         | Footwork-Mugen/Honda    | 66     | + 3 voltas      | 16   |        |
| 14     | 7  | Michael Andretti     | McLaren-Ford            | 66     | + 3 voltas      | 12   |        |
| 15     | 22 | Luca Badoer          | Scuderia Italia-Ferrari | 65     | + 4 voltas      | 25   |        |
| 16     | 9  | Derek Warwick        | Footwork-Mugen/Honda    | 65     | + 4 voltas      | 18   |        |
| 17     | 3  | Ukyo Katayama        | Tyrrell-Yamaha          | 64     | + 5 voltas      | 22   |        |
| 18     | 8  | Ayrton Senna         | McLaren-Ford            | 62     | Pane elétrica   | 8    |        |
| Ret    | 6  | Riccardo Patrese     | Benetton-Ford           | 52     | Cansaço físico  | 4    |        |
| Ret    | 4  | Andrea de Cesaris    | Tyrrell-Yamaha          | 45     | Spun Off        | 19   |        |
| Ret    | 24 | Fabrizio Barbazza    | Minardi-Ford            | 33     | Câmbio          | 23   |        |
| Ret    | 27 | Jean Alesi           | Ferrari                 | 23     | Motor           | 6    |        |
| Ret    | 26 | Mark Blundell        | Ligier-Renault          | 13     | Spun Off        | 10   |        |
| Ret    | 14 | Rubens Barrichello   | Jordan-Hart             | 10     | Pane elétrica   | 14   |        |
| Ret    | 19 | Philippe Alliot      | Larrousse-Lamborghini   | 8      | Motor           | 15   |        |
| DNQ    | 21 | Michele Alboreto     | Scuderia Italia-Ferrari |        |                 |      |        |
| Fonte: |    |                      |                         |        |                 |      |        |

## Tabela do campeonato após a corrida
| Pos.   | Piloto             | Pontos |
| ------ | ------------------ | ------ |
| 1      | Alain Prost        | 47     |
| 2      | Ayrton Senna       | 42     |
| 3      | Damon Hill         | 22     |
| 4      | Michael Schumacher | 20     |
| 5      | Martin Brundle     | 7      |
| Fonte: |                    |        |

| Pos.   | Construtor       | Pontos |
| ------ | ---------------- | ------ |
| 1      | Williams-Renault | 69     |
| 2      | McLaren-Ford     | 44     |
| 3      | Benetton-Ford    | 25     |
| 4      | Ligier-Renault   | 13     |
| 5      | Ferrari          | 9      |
| Fonte: |                  |        |

- Nota: Somente as primeiras cinco posições estão listadas.